# Rudolf Sparr von Greiffenberg
Rudolf Sparr von Greiffenberg (* unbekannt; † 1639) war kurmainzischer Oberamtmann in Königstein im Taunus und Kurkölner Oberstkanzler.

## Herkunft
Rudolf Sparr von Greiffenberg stammte aus dem Uckermärkischen Adelsgeschlecht von Sparr. Sein Großvater war Valentin von Sparr auf Greiffenberg. Seine Eltern waren Franz von Sparr († 1621) und dessen Ehefrau Anna von Sparr aus dem Haus Trampe.

## Leben
Rudolf Sparr von Greiffenberg trat in Kurmainzer Dienste und wurde Amtmann im Amt Dieburg und im Amt Prozelten. 1625 wurde er Oberamtmann in Königstein. Weihnachten 1631 nahmen die Schweden unter König Gustav II. Adolf Festung und Stadt Königstein ein. Rudolf Sparr von Greiffenberg musste fliehen und schied als Oberamtmann aus.
Im Rahmen seiner Flucht trat er in Kurkölner Dienste und wurde kurkölner Oberstkanzler. In der Folge erwarb er Besitz in Westfalen und wurde Stammvater der westfälischen Linie seines Hauses.

## Familie
Er heiratete Anna Katharina von Partenheim, die Erbtochter von Philipp von Partenheim, mit dem dessen Geschlecht ausstarb. Das Paar hatte folgende Kinder:
- Anselm Casimir Ferdinand ⚭ Margaretha Petronella von der Recke aus dem Haus Kemnade[1]
- Nikolaus († 22. Juni 1684), Komtur des Deutschen Ordens in Heilbronn